# One (Your Name)
«One» es el primer sencillo realizado por el grupo sueco de música house Swedish House Mafia, lanzado el 26 de abril de 2010, en su versión instrumental. Una versión vocal titulada “One (Your Name)”, incluye las voces del cantante estadounidense Pharrell Williams, y fue lanzado por el sello Virgin Records, el 26 de julio de 2010. La canción también aparece en el álbum de mezclas Until One publicado en octubre de 2010. Fue un éxito en Europa llegando a ser número uno en la lista de los Países Bajos y número siete en Irlanda y el Reino Unido.
En 2019, el compositor sueco Jacob Mühlrad contribuyó a una versión sinfónica de «One», que Swedish House Mafia interpretó en su gira de ese año.La versión se lanzó oficialmente el 1 de enero de 2022, bajo el título «One Symphony».

## Video musical
Un vídeo musical dirigido por los directores suecos Henrik Hanson y Christian Larson se estrenó el 13 de julio de 2010 para promocionar el lanzamiento.
El video comienza mostrando imágenes sencillas del sintetizador Teenage Engineering OP-1 sobre un fondo blanco. La escena se oscurece rápidamente y se intercalan imágenes anteriores más claras con imágenes subidas de tono, atrevidas, desenfreno y muerte. 

## Producción
Este es el primer lanzamiento oficial del trío bajo el nombre de Swedish House Mafia después de haber grabado los sencillos «Get Dumb» y «Leave the World Behind» en años anteriores, lanzados bajo los nombres de los músicos individuales.
«One» fue compuesto por Axwell, Steve Angello y Sebastian Ingrosso. La versión "One (Your Name)" ha sido escrito junto a Pharrell Williams. Según comentó Angello, las voces habían sido grabadas en Australia, hacía más de un año, antes del lanzamiento, y estaban destinados inicialmente para otra canción.

## Listado de canciones
| CDr, sencillo, promo |                    |          |  |
| N.º                  | Título             | Duración |  |
| 1.                   | «One»              | 5:50     |  |
| 2.                   | «One» (Radio Edit) | 2:47     |  |

| CD, maxisencillo |                                                      |          |  |
| N.º              | Título                                               | Duración |  |
| 1.               | «One (Your Name) Feat. Pharrell» (Radio Edit)        | 2:41     |  |
| 2.               | «One» (Radio Edit)                                   | 2:48     |  |
| 3.               | «One (Your Name) Feat. Pharrell» (Vocal Mix)         | 5:49     |  |
| 4.               | «One» (Original Mix)                                 | 5:49     |  |
| 5.               | «One» (Congorock Remix)                              | 6:14     |  |
| 6.               | «One (Your Name) Feat. Pharrell» (Caspa Vocal Remix) | 4:10     |  |
| 7.               | «One» (Caspa Dub Remix)                              | 4:10     |  |
| 8.               | «One» (Netsky Remix)                                 | 5:39     |  |

## Posicionamiento en listas y certificaciones
| Lista (2010)                            | Mejor posición |
| --------------------------------------- | -------------- |
| Alemania (Media Control AG)             | 41             |
| Austria (Ö3 Austria Top 40)             | 25             |
| Bélgica (Flandes) (Ultratop 50)         | 2              |
| Bélgica (Valonia) (Ultratop 50)         | 6              |
| Canadá (Canadian Hot 100)               | 88             |
| República Checa (Rádio Top 100)         | 4              |
| Dinamarca (Tracklisten)                 | 20             |
| Escocia (Scottish Singles Sales Chart)  | 5              |
| Eslovaquia (Rádio Top 100)              | 4              |
| Estados Unidos (Hot Dance Club Songs)   | 3              |
| Estados Unidos (Dance/Mix Show Airplay) | 6              |
| European Hot 100                        | 26             |
| Francia (SNEP)                          | 56             |
| Francia (SNEP Descargas)                | 16             |
| Hungría (Dance Top 40)                  | 11             |
| Irlanda (IRMA)                          | 7              |
| México (Mexico Ingles Airplay)          | 9              |
| Países Bajos (Dutch Top 40)             | 1              |
| Países Bajos (Mega Single Top 100)      | 3              |
| Polonia (Dance Top 50)                  | 2              |
| Reino Unido (UK Singles Chart)          | 7              |
| Reino Unido (UK Dance Chart)            | 2              |
| Rumania (Romanian Top 100)              | 7              |
| Suecia (Sverigetopplistan)              | 11             |
| Suiza (Schweizer Hitparade)             | 13             |

| País         | Lista (2010)            | Posición |
| ------------ | ----------------------- | -------- |
| Bélgica      | Ultratop flamenca       | 6        |
| Bélgica      | Ultratop valona         | 34       |
| Países Bajos | Nederlandse Top 40      | 23       |
| Países Bajos | MegaCharts              | 13       |
| Reino Unido  | Official Charts Company | 73       |
| Suecia       | Sverigetopplistan       | 21       |
| Suiza        | Schweizer Hitparade     | 61       |

| País    | Lista (2011)      | Posición |
| ------- | ----------------- | -------- |
| Rumania | Romanian Top 100  | 49       |
| Suecia  | Sverigetopplistan | 53       |

### Certificaciones
| País           | Organismo certificador | Certificación | Ventas  | Ref.   |
| -------------- | ---------------------- | ------------- | ------- | ------ |
| Alemania       | BVMI                   | Oro           | 150 000 | [ 43 ] |
| Australia      | ARIA                   | Platino       | 70 000  | [ 44 ] |
| Bélgica        | BEA                    | Platino       | 30 000  | [ 45 ] |
| Brasil         | Pro-Música Brasil      | Oro           | 30 000  | [ 46 ] |
| Canadá         | Music Canada           | Platino       | 80 000  | [ 47 ] |
| Dinamarca      | IFPI (Dinamarca)       | Oro           | 15 000  | [ 48 ] |
| Estados Unidos | RIAA                   | Oro           | 500 000 | [ 49 ] |
| Italia         | FIMI                   | Oro           | 15 000  | [ 50 ] |
| Países Bajos   | NVPI                   | Platino       | 20 000  | [ 51 ] |
| Reino Unido    | BPI                    | Platino       | 600 000 | [ 52 ] |
| Suecia         | GLF                    | 7× Platino    | 280 000 | [ 53 ] |

| País      | Organismo certificador | Certificación | Ventas  | Ref.   |
| --------- | ---------------------- | ------------- | ------- | ------ |
| Dinamarca | IFPI (Dinamarca)       | Oro           | 900 000 | [ 54 ] |

### Sucesión en listas
| Anterior: «Billionaire» de Travie McCoy & Bruno Mars | Dutch Top 40 — Sencillo Nro 1 11 de septiembre de 2010 — 24 de septiembre de 2010 | Siguiente: «Fuck You!» de Cee Lo Green |